# Тім Ахерн
Тімоті Джозеф Ахерн (англ. Timothy Joseph Ahearne; нар. 17 серпня 1885 — пом. 12 грудня 1968) — британський легкоатлет ірландського походження, який спеціалізувався в стрибках у довжину та потрійному стрибку.
Брат — Ден Ахерн (1887—1942) — рекордсмен світу з потрійного стрибку (15,52; 1911—1924)

## З життєпису
Олімпійський чемпіон з потрійного стрибку (1908).
Фіналіст (8-ме місце) змагань зі стрибків у довжину та учасник (зупинився на півфінальній стадії) змагань з бігу на 110 метрів з бар'єрами на Іграх-1908.
Чемпіон Великої Британії зі стрибків у довжину (1909) та срібний призер чемпіонату Великої Британії зі стрибків у висоту (1909).
1909 року разом з братом емігрував до США.
Чотириразовий срібний призер чемпіонату США з потрійного стрибку (1911, 1913, 1914, 1916; щоразу програвав братові, який ставав чемпіоном США).
Чемпіон Канади зі стрибків у довжину (1911).
По завершенні змагальної кар'єри займався тваринництвом.